# Romano di Lombardia
Romano di Lombardia is een gemeente in de Italiaanse provincie Bergamo (regio Lombardije) en telt 16.718 inwoners (31-12-2004). De oppervlakte bedraagt 18,0 km2, de bevolkingsdichtheid is 860 inwoners per km2.
De volgende frazioni maken deel uit van de gemeente: Bradalesco, San Lorenzo al Portico, Albarotto.

## Demografie
Romano di Lombardia telt ongeveer 6504 huishoudens. Het aantal inwoners steeg in de periode 1991-2001 met 1,5% volgens cijfers uit de tienjaarlijkse volkstellingen van ISTAT.
| Jaar | Inwoneraantal |
| ---- | ------------- |
| 1991 | 15.408        |
| 2001 | 15.634        |
| 2004 | 16.718        |

## Geografie
De gemeente ligt op ongeveer 120 m boven zeeniveau.
Romano di Lombardia grenst aan de volgende gemeenten: Bariano, Cologno al Serio, Cortenuova, Covo, Fara Olivana con Sola, Fornovo San Giovanni, Martinengo, Morengo.